# Englehart (Ontario)
Pour les articles homonymes, voir Englehart.
Englehart est une ville située dans le district de Timiskaming au Nord-Est de l'Ontario, Canada. La population en 2011, selon Statistiques Canada, était de 1 519 habitants. Elle fut fondée en 1908 par le Temiskaming and Northern Ontario Railway (aujourd'hui Ontario Northland) .
La cité est traversée par la rivière Englehart, un affluent de la rivière Blanche.

## Histoire

### XXesiècle

La ville entre 1906 et 1913. British Library
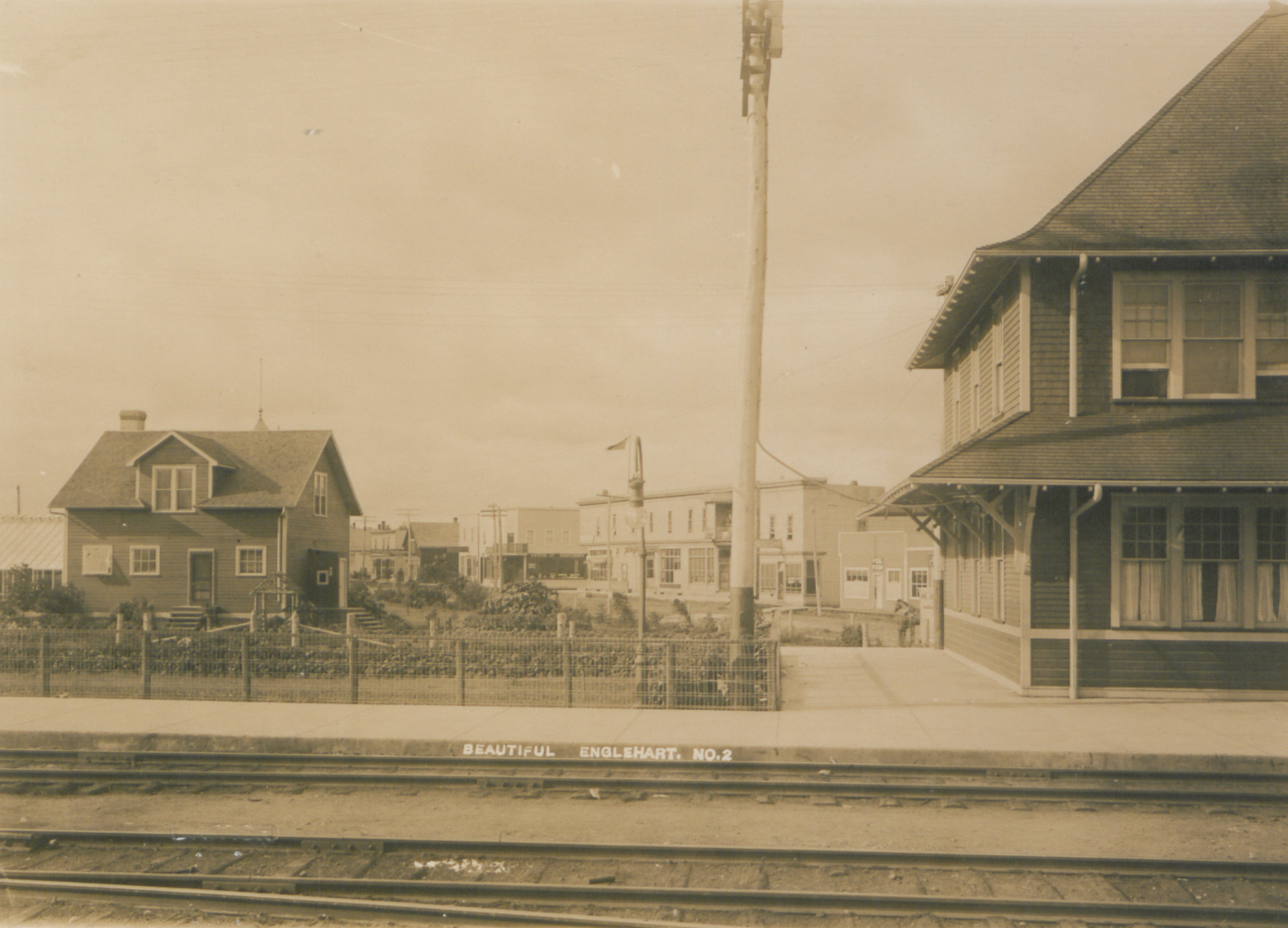
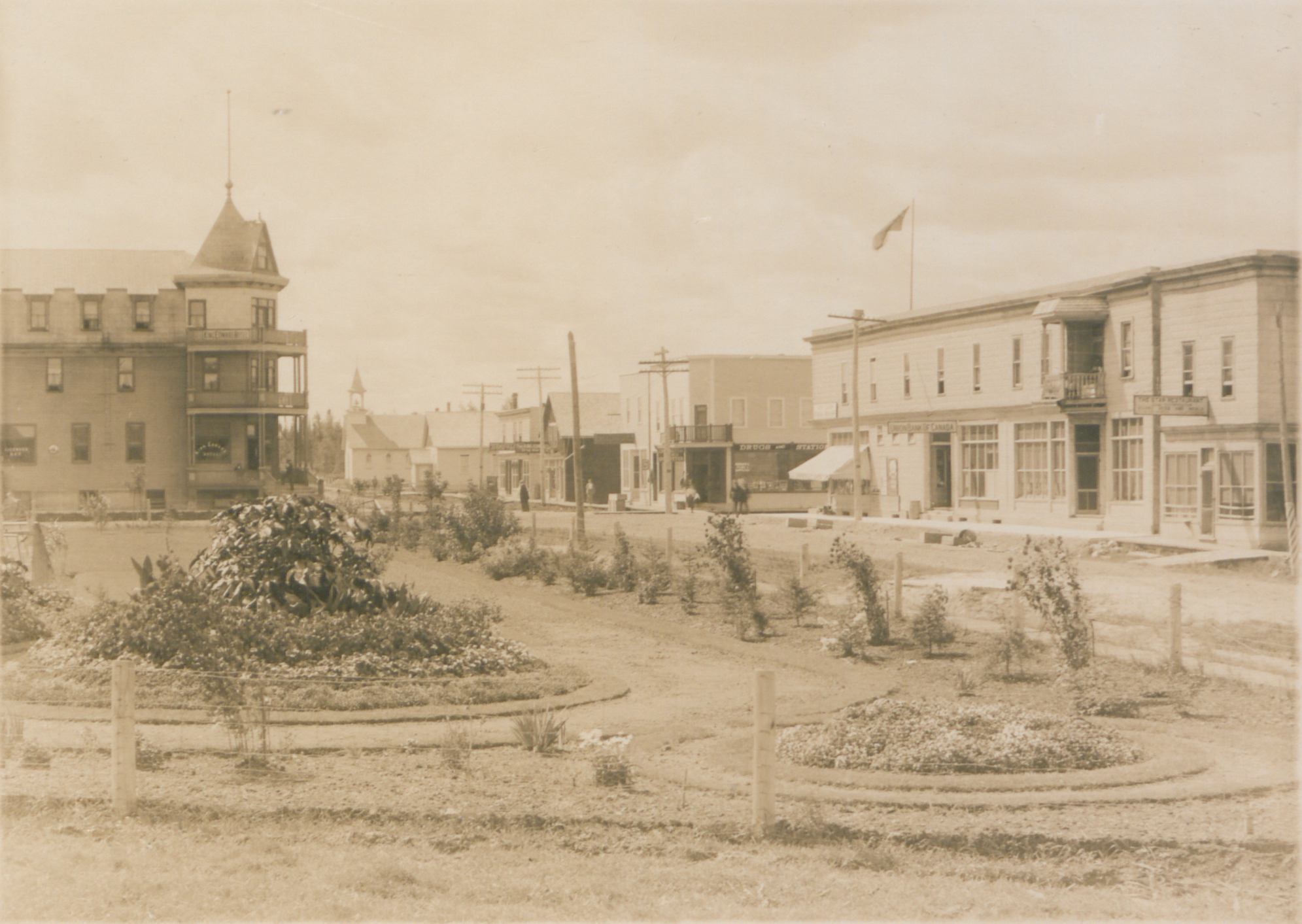
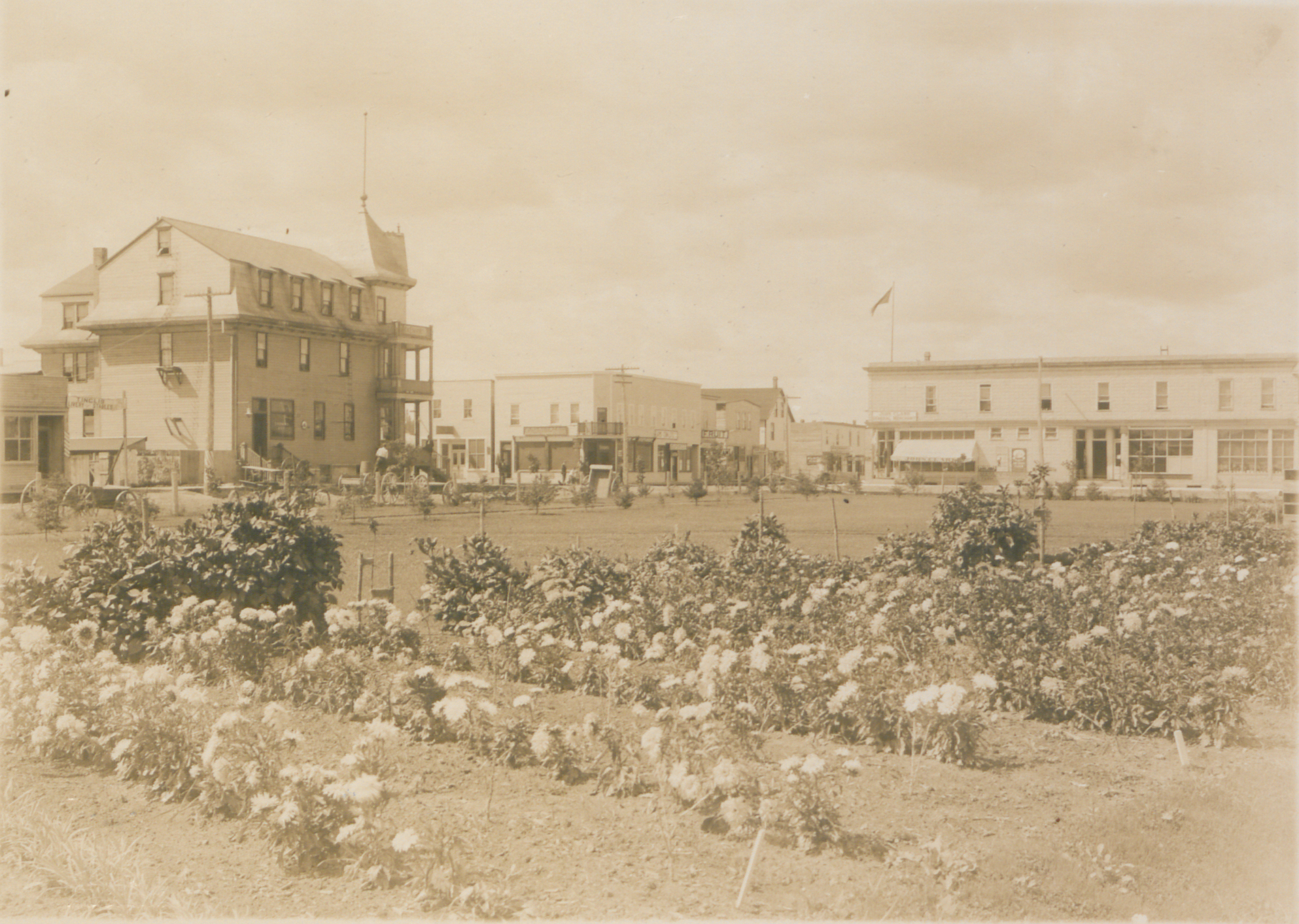
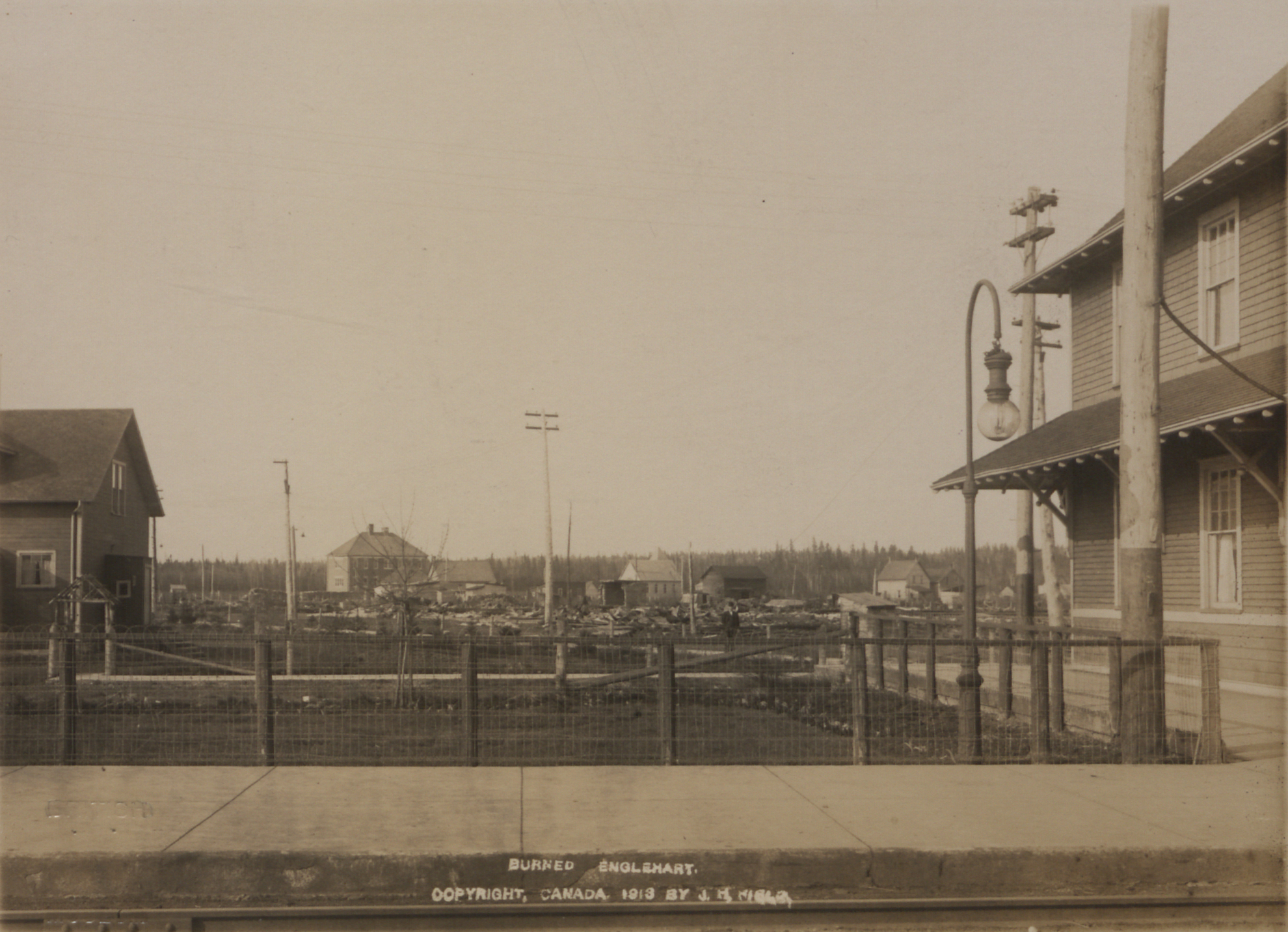
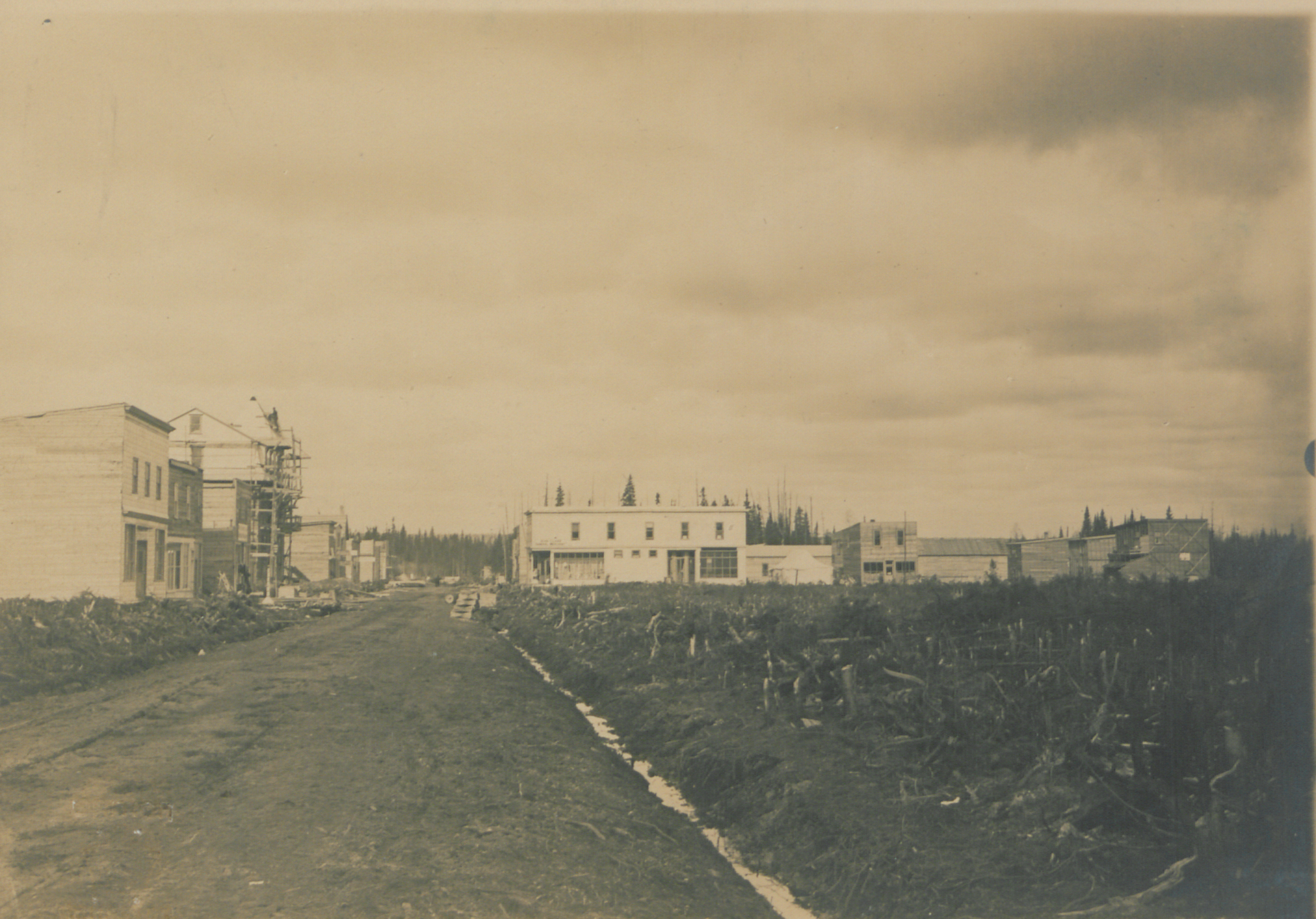
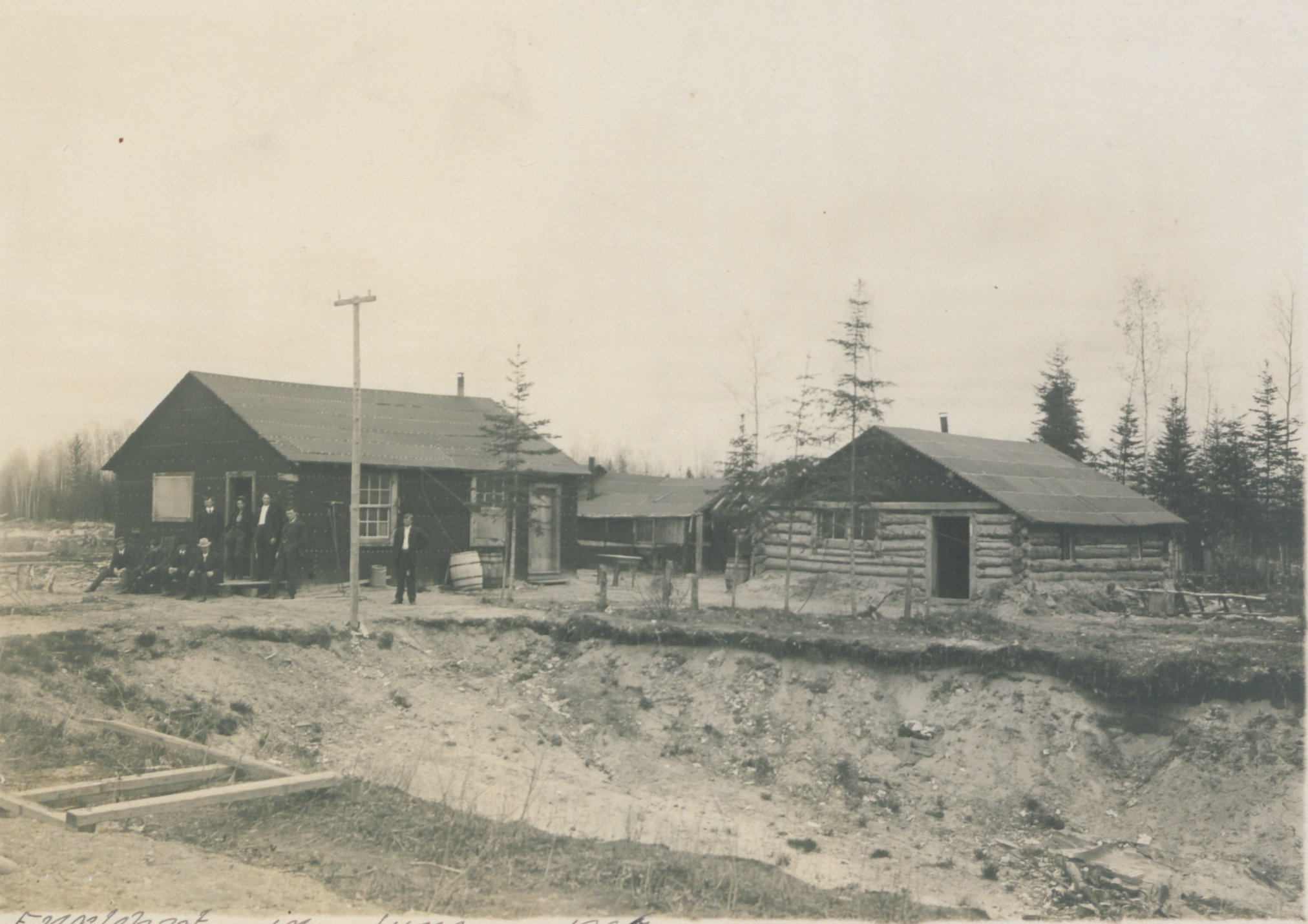
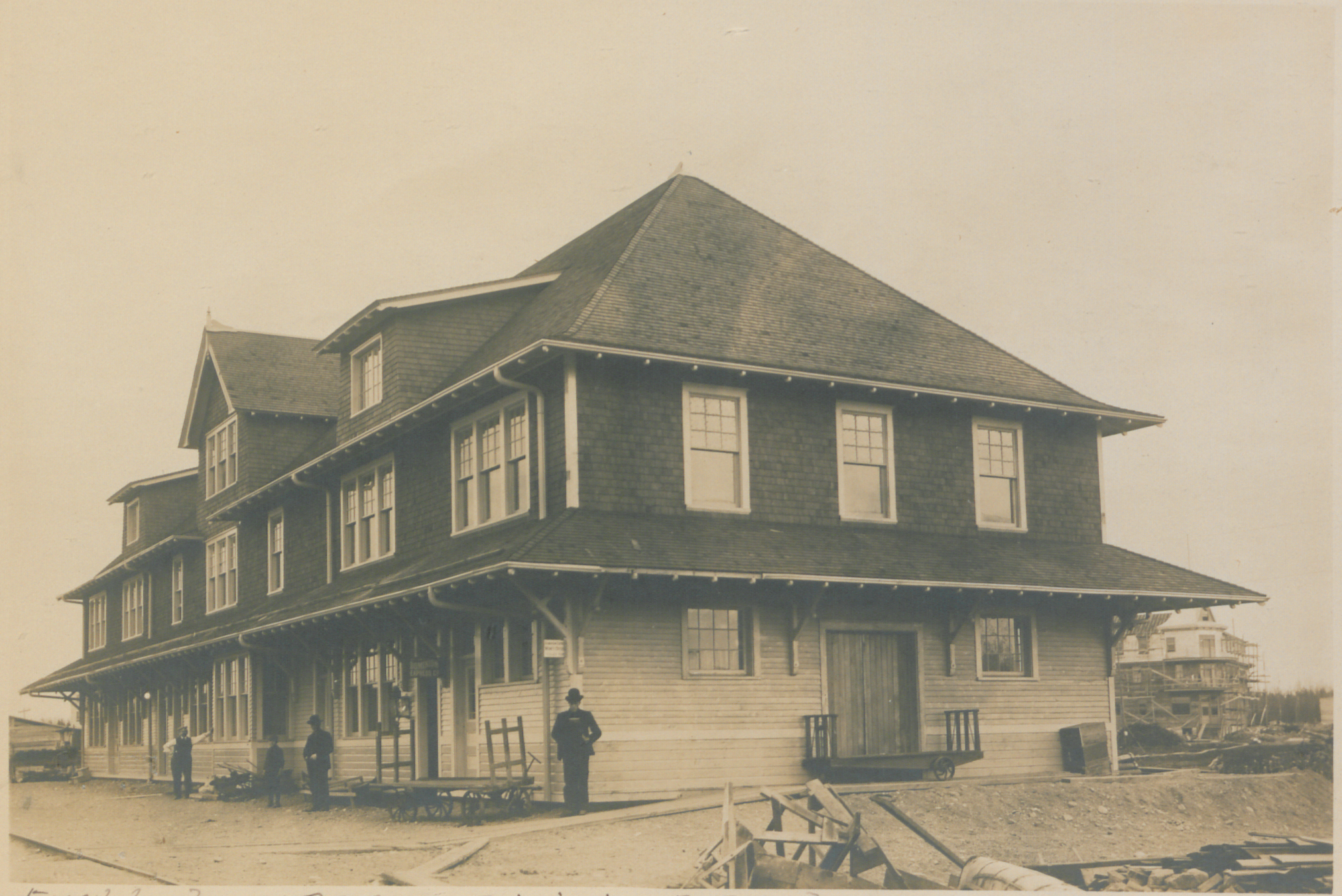
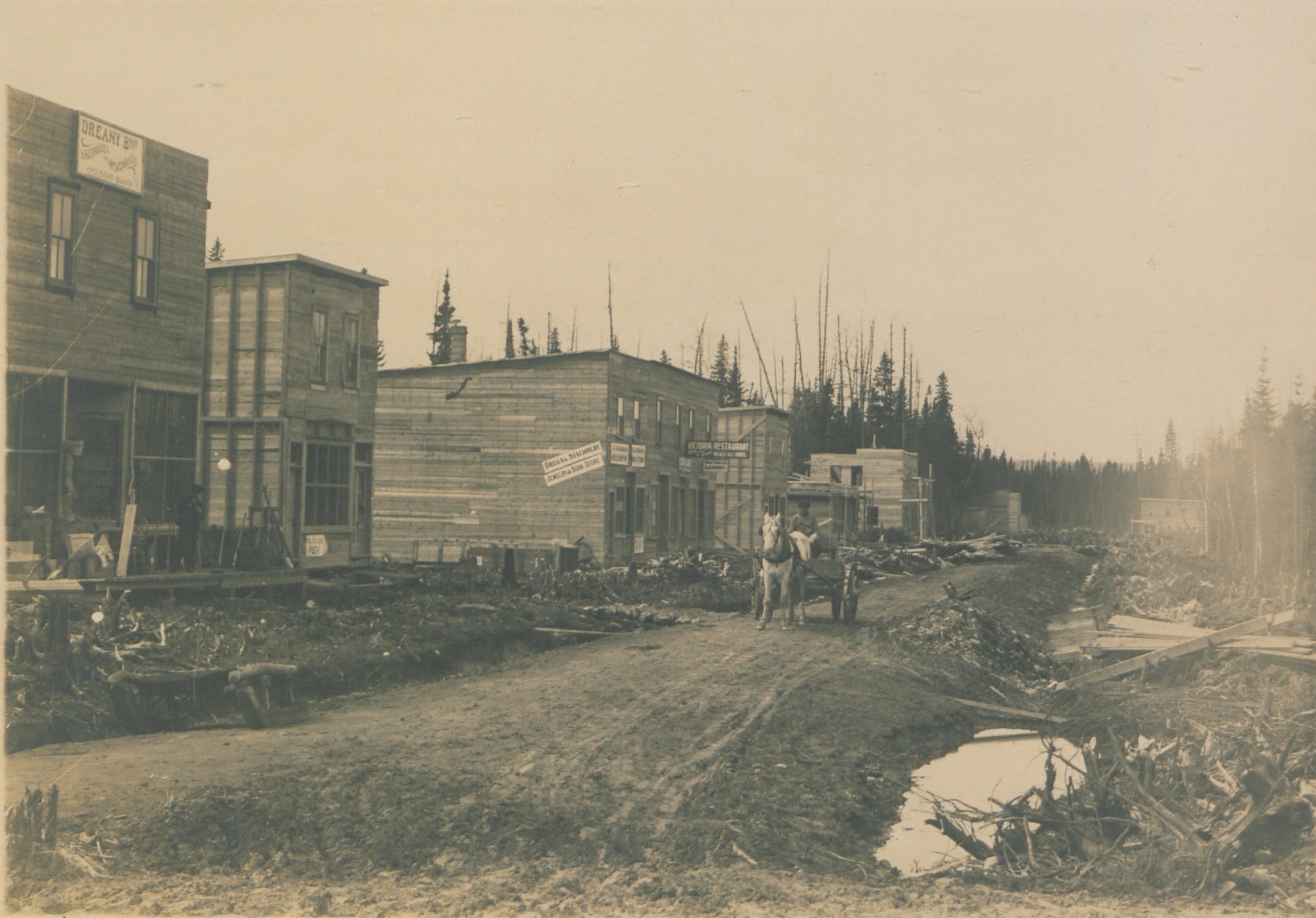
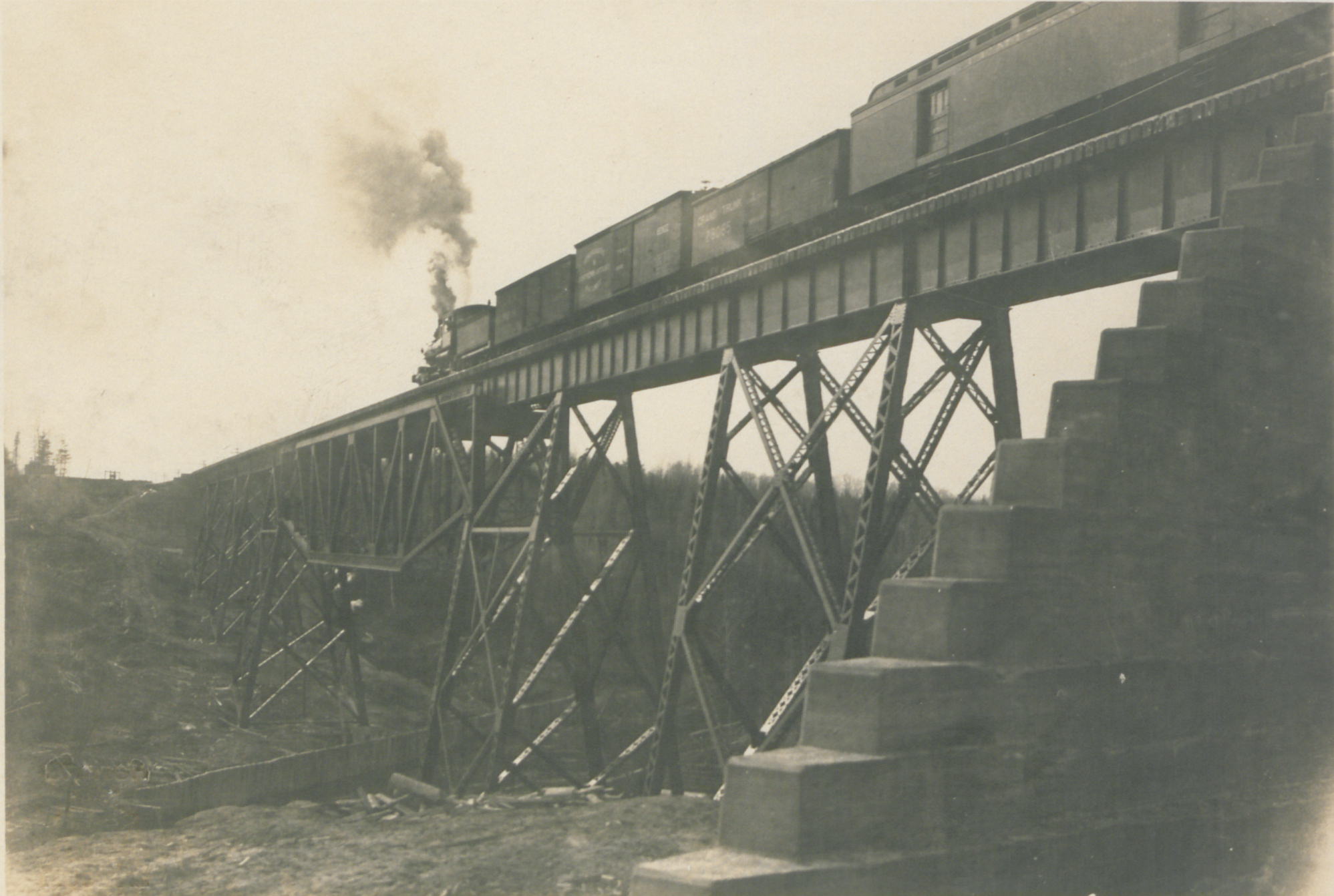

### XXIesiècle
Le 31 mars 2007, un train du Ontario Northland a déraillé à 15 km au  nord d'Englehart, déversant 100 tonnes d'acide sulfurique dans la rivière Blanche,.

## Démographie
| 2001  | 2006  | 2011  | 2016  |
| ----- | ----- | ----- | ----- |
| 1 595 | 1 494 | 1 519 | 1 479 |

## Tourisme
La municipalité fait partie d'un circuit touristique inspiré de l'oeuvre de la romancière Jocelyne Saucier,